# سیریل بسی
سیریل بسی (فرانسوی: Cyril Bessy‎؛ زادهٔ ۲۹ مهٔ ۱۹۸۶) دوچرخه‌سوار اهل فرانسه است.